# Lsof

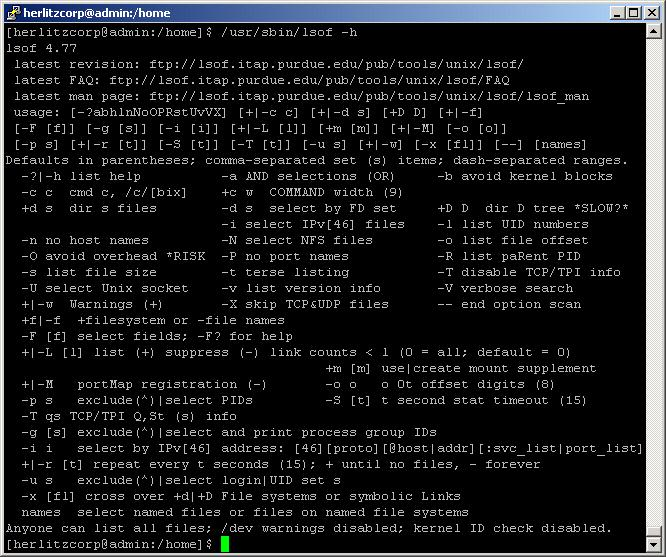
Captura de pantalla ajuda lsof

lsof (abreviació de list of open files, en català, llista de fitxers oberts) és una coneguda eina de monitoratge de sistemes operatius tipus Unix que s'utilitza per mostrar tots els arxius de disc que mantenen oberts els processos, incloent els sockets de xarxa oberts,  canonades, entre altres tipus.
La comanda lsof ofereix a l'usuari informació detallada sobre el context on s'utilitza l'arxiu. Entre la informació es troba:
- Nom i ID del procés,
- Nom o id de l'usuari que va llançar aquest procés,
- El descriptor d'arxiu juntament amb la manera d'obertura (lectura, escriptura, etc ..),
- El tipus de node associat a la imatge: Canonada (FIFO), Socket IPv4, Socket IPv6, Directori, bloc de dispositius, etc ..
- La ruta absoluta de l'arxiu o bé informació relativa segons el tipus,
- El context de seguretat SELinux

lsof és programari lliure i el seu autor original és Victor A. Abell

## Mode d'ús
```
lsof [PARÀMETRES] [ARXIU ..]
```

A la invocació de la comanda lsof, es permet identificar quins processos estan utilitzant el o els arxius indicats.
Algun dels paràmetres que té lsof són:
-aPermet que les opcions (paràmetres) siguin requisits per llistar. Útil quan es "filtra" usant -c, -g, -o o -p.
-c CADENALlista els arxius dels processos que comencin amb CADENA
-d FDsDetermina que s'han d'excloure el o els Descriptors d'Arxius (FD) de la llista. Els valors se separen per comes.
+d DIRECTORILlista els processos que utilitzin el directori o bé algun dels arxius que contingui.
+D DIRECTORIídem a l'anterior però recursiu: inclou els subdirectoris i arxius que aquests continguin
-ILlista els sockets oberts.
-g GIDLlista els arxius llançats pel GID (ID de Grup) indicat.
-nNo resol els noms de domini.
-p PIDLlista els arxius oberts pel procés amb el PID (identificador de procés) indicat.
-PNo resol els noms dels ports (connexions).
[+|-]r [N [mCADENA]]Imprimeix en pantalla el resultat cada N segons, si no s'especifica s'executa cada 15. Si s'utilitza el prefix '-' es repeteix aquesta operació fins que l'usuari el cancel · (ctrl+C), en canvi si s'utilitza el prefix '+', el procés acaba quan no hi hagi fitxers llistats. Addicionalment entre cada actualització és possible indicar quina és la cadena de text que separa cada resultat, mitjançant m CADENA. En cas de no indicar cap cadena, per defecte s'utilitza '======='.
-u [ usuari | UID]Llista els arxius oberts per l'usuari o bé UID (identificador d'usuari).
-ULlista els sockets UNIX (IPC sockets).
Si no s'indica cap paràmetre lsof enumera tots els arxius oberts en aquest moment, que normalment solen ser bastants.

## Exemples
Llistar els fitxers oberts pel procés firefox. Es van utilitzar expressions regulars per garantir que sigui aquest procés:
 lsof -c "/\bfirefox\b/" 
Llistar els processos que fan ús de l'arxiu /home /usuari/fitxer.txt:
 lsof /home/usuari/fitxer.txt 
Llistar els fitxers oberts pertanyents al home de l'usuari actual. L'accent (~) és l'àlies de l'home de l'usuari:
 lsof +D ~ 
Llistar els sockets oberts pel procés el nom contingui "java" (filtrat per grep):
 lsof -i -n -P | grep java 
Resultat:
java 11819 lyonn 34u IPv6 52669 TCP *: 1095 (LISTEN)
java 11819 lyonn 37u IPv6 52671 TCP *: 53.872 (LISTEN)
java 11819 lyonn 39u IPv6 52732 TCP 10.225.183.218:41525 -> 10.225.183.218:35812 (ESTABLISHED)
java 11880 lyonn 34u IPv6 52743 TCP *: 1096 (LISTEN)
java 11880 lyonn 37u IPv6 52745 TCP *: 33.029 (LISTEN)
java 11880 lyonn 39u IPv6 52757 TCP 10.225.183.218:41530 -> 10.225.18